# Pływanie na Letnich Igrzyskach Olimpijskich 2012 – 4 × 100 m stylem zmiennym mężczyzn
Pływanie na Letnich Igrzyskach Olimpijskich 2012 – 4 × 100 m stylem zmiennym mężczyzn – jedna z konkurencji pływackich rozgrywanych podczas XXX Letnich Igrzysk Olimpijskich w Londynie.

## Statystyka

### Rekordy
Tabela przedstawia rekordy olimpijski, świata oraz poszczególnych kontynentów w tej konkurencji.
| Rekord świata     | Stany Zjednoczone Aaron Peirsol Eric Shanteau Michael Phelps David Walters | 3:27.28 | Rzym, Włochy | 02.08.2009 |
| Rekord olimpijski | Stany Zjednoczone Aaron Peirsol Brendan Hansen Michael Phelps Jason Lezak  | 3:29.34 | Pekin, Chiny | 17.08.2008 |

## Terminarz
| Data                    | Czas  | Runda      |
| ----------------------- | ----- | ---------- |
| Piątek, 3 sierpnia 2012 | 11:49 | Eliminacje |
| sobota, 4 sierpnia 2012 | 20:27 | Finał      |

## Wyniki
Do zawodów przystąpiło 16 sztafet, które zostały podzielone na 2 biegi eliminacyjne. Do półfinałów awansowało 8 drużyn z najlepszymi czasami. Najlepszy wynik z kwalifikacji osiągnęły Stany Zjednoczone, a ostatni czas dający awans należał do Kanadyjczyków, którzy ukończyli zmagania z rezultatem 3:34.46.
Finał odbył się dzień po eliminacjach. Zwycięzcami zostały Stany Zjednoczone kończąc wyścig z czasem 3:29.35. Srebrny medal zdobyła Japonia z rezultatem 3:31.26, a brązowy medal wywalczyła Australia z wynikiem 3:31.58.

### Eliminacje
| Poz. | Bieg | Zawodnicy | Narodowość        | Wynik   | Uwagi |
| ---- | ---- | --- | ----------------- | ------- | ----- |
| 1.   | 2    | Nick Thoman (53.31) Eric Shanteau (59.69) Tyler McGill (51.53) Cullen Jones (53.31)                          | Stany Zjednoczone | 3:32.65 | Q     |
| 2.   | 1    | Liam Tancock (53.98) Craig Benson (59.68) Michael Rock (51.66) Adam Brown (53.98)                            | Wielka Brytania   | 3:33.44 | Q     |
| 3.   | 2    | Ryōsuke Irie (53.08) Kōsuke Kitajima (59.47) Takeshi Matsuda (52.09) Takurō Fuji'i (49.00)                   | Japonia           | 3:33.64 | Q     |
| 4.   | 1    | Hayden Stoeckel (53.89) Brenton Rickard (59.95) Matthew Targett (51.30) Tommaso D’Orsogna (48.59)            | Australia         | 3:33.73 | Q     |
| 5.   | 1    | Nick Driebergen (53.98) Lennart Stekelenburg (1:00.52) Joeri Verlinden (51.46) Sebastiaan Verschuren (47.82) | Holandia          | 3:33.78 | Q,    |
| 6.   | 2    | Helge Meeuw (53.82) Christian vom Lehn (1:01.13) Steffen Deibler (51.18) Marco di Carli (48.15)              | Niemcy            | 3:34.28 | Q     |
| 7.   | 2    | László Cseh (53.78) Dániel Gyurta (59.63) Bence Pulai (52.47) Dominik Kozma (48.56)                          | Węgry             | 3:34.44 | Q,    |
| 8.   | 1    | Charles Francis (1:47.24) Scott Dickens (1:00.60) Joe Bartoch (52.43) Brent Hayden (53.91)                   | Kanada            | 3:34.46 | Q     |
| 9.   | 2    | Gareth Kean (54.01) Glenn Snyders (59.00) Andrew McMillan (52.77) Carl O’Donnell (48.74)                     | Nowa Zelandia     | 3:34.52 |       |
| 10.  | 2    | Camille Lacourt (53.63) Giacomo Perez d’Ortona (1:00.03) Romain Sassot (52.17) Yannick Agnel (48.77)         | Francja           | 3:34.60 |       |
| 11.  | 1    | Cheng Feiyi (53.70) Li Xiayan (1:00.96) Zhou Jiawei (51.44) Lü Zhiwu (48.55)                                 | Chiny             | 3:34.65 |       |
| 12.  | 1    | Władimir Morozow (53.99) Wiaczesław Sinkiewicz (1:00.80) Nikołaj Skworcow (51.83) Andriej Grieczin (48.32)   | Rosja             | 3:34.94 |       |
| 13.  | 2    | Charl Crous (55.23) Cameron van der Burgh (58.96) Chad le Clos (51.83) Leith Shankland (49.21)               | Południowa Afryka | 3:35.23 |       |
| 14.  | 1    | Mirco Di Tora (54.67) Fabio Scozzoli (1:00.28) Matteo Rivolta (53.10) Luca Dotto (48.83)                     | Włochy            | 3:36.88 |       |
| 15.  | 1    | Thiago Pereira (1:47.88) Felipe França Silva (1:00.77) Kaio de Almeida (53.61) Marcelo Chierighini (54.45)   | Brazylia          | 3:37.00 |       |
| 16.  | 2    | Radosław Kawęcki (54.65) Dawid Szulich (1:01.39) Paweł Korzeniowski (52.40) Kacper Majchrzak (49.72)         | Polska            | 3:38.16 |       |

### Finał
| Poz. | Zawodnicy | Narodowość        | Wynik   | Uwagi |
| ---- | --- | ----------------- | ------- | ----- |
|      | Matthew Grevers (52.58) Brendan Hansen (59.19) Michael Phelps (50.73) Nathan Adrian (46.85)                  | Stany Zjednoczone | 3:29.35 |       |
|      | Ryōsuke Irie (52.92) Kōsuke Kitajima (58.64) Takeshi Matsuda (51.20) Takurō Fuji'i (48.50)                   | Japonia           | 3:31.26 |       |
|      | Hayden Stoeckel (53.71) Christian Sprenger (59.05) Matthew Targett (51.60) James Magnussen (47.22)           | Australia         | 3:31.58 |       |
| 4.   | Liam Tancock (53.40) Michael Jamieson (59.27) Michael Rock (51.74) Adam Brown (47.91)                        | Wielka Brytania   | 3:32.32 |       |
| 5.   | László Cseh (53.40) Dániel Gyurta (59.01) Bence Pulai (51.82) Dominik Kozma (48.79)                          | Węgry             | 3:33.02 | NR    |
| 6.   | Helge Meeuw (53.78) Christian vom Lehn (1:00.30) Steffen Deibler (50.91) Markus Deibler (48.07)              | Niemcy            | 3:33.06 |       |
| 7.   | Nick Driebergen (53.79) Lennart Stekelenburg (1:00.24) Joeri Verlinden (51.86) Sebastiaan Verschuren (47.57) | Holandia          | 3:33.46 | NR    |
| 8.   | Charles Francis (54.16) Scott Dickens (1:00.29) Joe Bartoch (52.32) Brent Hayden (47.42)                     | Kanada            | 3:34.19 |       |